# Biserica de lemn din Cojocani

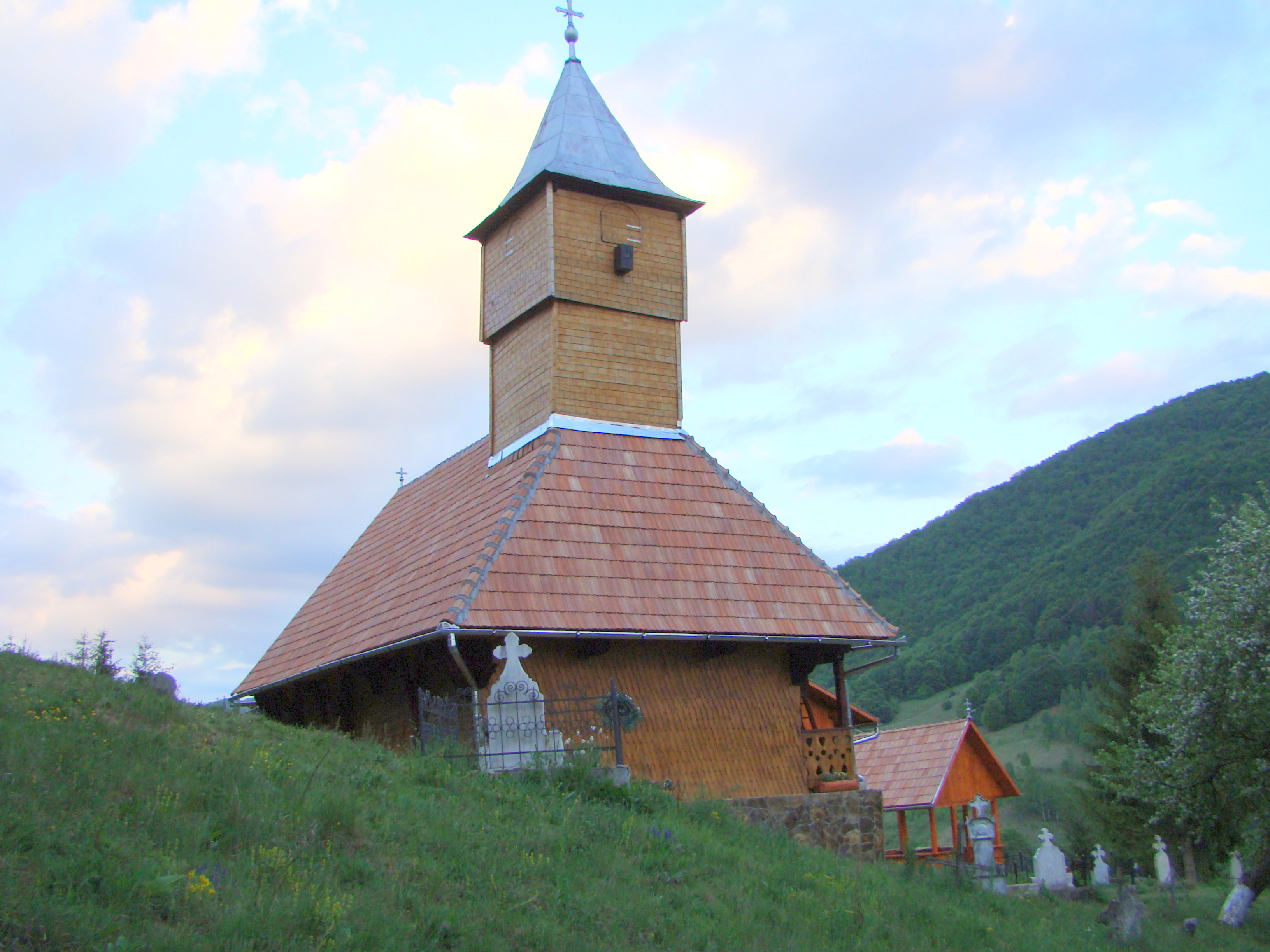
Biserica de lemn din Cojocani, comuna Mogoș, județul Alba, foto: mai 2009.

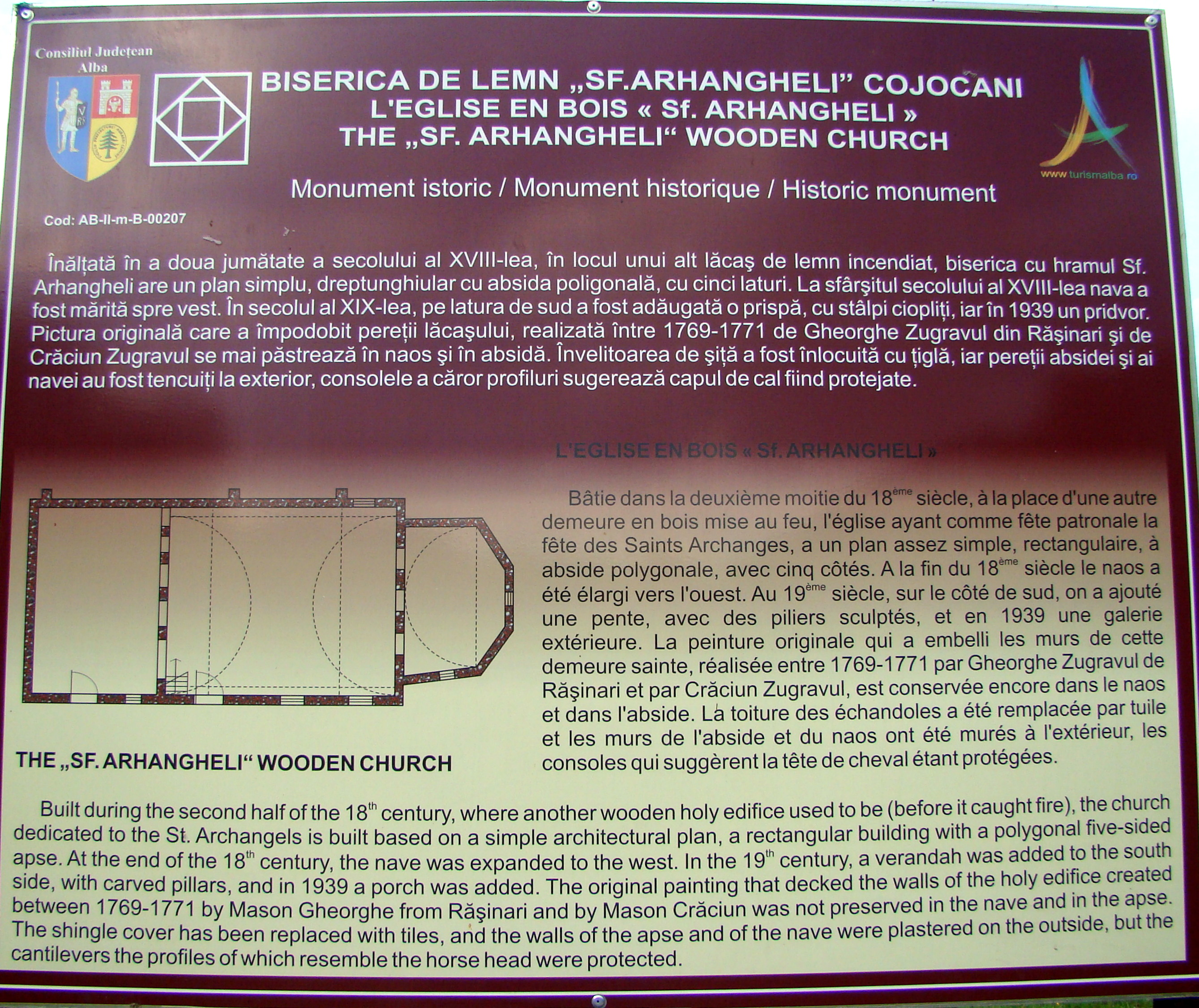
Panoul informativ

Biserica de lemn din Cojocani, comuna Mogoș, județul Alba, datează din secolul XVIII.. Are hramul „Sfinții Arhangheli Mihail și Gavriil”. Biserica se află pe noua listă a monumentelor istorice sub codul LMI: AB-II-m-B-00207.

## Istoric
Biserica din Cojocani a fost înălțată în a doua jumătate a secolului al XVIII-lea, în locul unui alt lăcaș de lemn incendiat. Are un plan simplu, dreptunghiular, cu absida poligonală, cu cinci laturi. La sfârșitul secolului al XVIII-lea, nava a fost mărită spre vest. În secolul al XIX-lea, pe latura de sud a fost adăugată o prispă, cu stâlpi ciopliți, iar în 1939 un pridvor. Învelitoarea de șiță a fost înlocuită cu țiglă, iar pereții absidei și ai navei au fost tencuiți la exterior, consolele a căror profiluri sugerează capul de cal fiind protejate. Pictura originală care a împodobit pereții lăcașului, realizată între 1769-1771 de Gheorghe Zugravul din Rășinari și de Crăciun Zugravul, se mai păstrează în naos și în absidă.

## Trăsături
Tipul de plan al bisericii este cel dreptunghiular, cu absida decroșată, poligonală cu cinci laturi. Prispa, de pe latura de sud, cu stâlpii ușor ciopliți, a fost adăugată în secolul al XIX-lea, iar pridvorul în 1939. Învelitoarea de șiță a fost înlocuită cu țiglă, modificându-se și șarpanta. Pereții absidei, ca și cel de nord al navei au fost tencuiți iar cel de vest îmbrăcat cu șiță. Au fost protejate consolele, a căror profiluri sugerează „capul de cal”.
La sfârșitul secolului al XVIII-lea, începutul celui următor, nava a fost mărită spre vest, fapt dovedit și prin lipsa picturii, refăcându-se și planșeul din pronaos, despre care o inscripție consemnează: „acest pod s-au cumpărat de Bogdan și soția sa Gafia, fata lui popa Ilie”.
Naosul este acoperit cu o boltă, semicilindrică, ușor retrasă de la linia pereților, iar absida, cu o boltă de aceeași formă, intersectată printr-un timpan la est, cu marginea profilată, racordat, la conturul pereților, printr-o suprafață trapezoidală.
În decorul sculptat al ancadramentelor (două la intrările de pe sud, și un altul de la ușa dintre pronaos și naos), domină ornamentul cu izvor alveolar (cioplitură prin așchiere), care se grupează și în pomul vieții, dar se regăsește și dintele de lup, frânghia, crucea înscrisă.
Dacă datarea valoroasei picturi a absidei, se află printre serafimii și heruvimii, de pe suprafața trapezoidală: „Sfânt, Sfânt, Sfânt iaste Domnul Savaot, 1769”, ctitorii și zugravii sunt consemnați, de pisania așternută pe peretele de nord, în cadrul scenei „viziunea patriarhului Petru”, cu următorul cuprins: „Acest sfânt altar s-au  zugrăvit cu cheltuiala molitvei sale popii Ilie și a preotesii, făr de alte cheltuiale bani 30 de florinți vonași. Pomeani gospodi erei popa Elie, preoteasa Ioana, Niculae, Andreiu, erei Ion, erei Florea, Floare, Maria, Vasile, Maria. Gheorghie zu(grav), Crăciun (ugrav)”.
Iconografia altarului prezintă următoarele teme: Sfânta Troiță, cete îngerești, proorocii mesianici, în medalioane, delimitate prin decor de flori în cupe; arhidiaconi și arhierei; pe spatele tâmplei Jertfa lui Avram, în decor de copaci. Proscomidiarul este de fapt o laviță, pictată cu florile din decorația murală, prinsă de perete. 
Pictura naosului de la Cojocani, este realizată de pictorul principal din altar, conform semnăturii, de pe latura de sud, în tema evanghelistului Ioan: „1771 de la Gheorghe sin Iacov zugrav”. Pentru acest zugrav rășinărean, fiu al zugravului Iacov, semnătura de la Cojocani reprezintă cea mai timpurie dintre atestările sale în Munții Apuseni, rodul muncii sale fiind unul dintre cele mai meritorii.
Temele iconografice și distribuirea lor este următoarea: în centrul bolții, medalioanele cu Domnul Savaot, O pantocrator; Maria Orantă (fără prunc), Sfântul Duh, în chip de porumbel; în registrul de mijloc, sunt zugrăviți, mucenici, în cadru de arcade pe colonete; după un chenar de panglică în val, se desfășoară ciclul Hristologic, în unele scene remarcându-se decorul arhitectonic. Lângă tâmplă un registru transversal reprezintă pe Ioachim și Ana, Zaharia și Elisabeta, ș.a. Pe suprafața pereților verticali sunt redați: Sfinți militari; doctorii fără arginți; în centrul peretului nordic impunându-se chipurile împăraților bizantini Constantin și Elena. Pilda fecioarelor, de pe latura de vest, a fost sacrificată prin tăierea peretelui. Tâmpla cuprinde cele trei faze: Răstignirea, într-un impresionant decor arhitectonic; proorocii, în medalioane, asemeni celor din absidă; apostolii pe lavițe, cu șir de colonete deasupra. De la lăcașul anterior s-au păstrat icoanele împărătești realizate, în 1760, de „zugrav popa Ion ot Bălgrad” (semnat pe icoana Deisis), artist pe care îl identificăm cu cel ce semna anterior „Ion ot Beriu”.
Ansamblul de pictură de la Cojocani, căruia i se alătură icoanele, constituie un document grăitor al relațiilor dintre zugravii de la sud și nord de Carpați. Un prețios izvor documentar, rămas parcă prin puterea gândului celui căruia i se datorează, conține știrea unică despre lăcașul anterior. Este desprins de pe exemplarul din Apostol, Buzău, 1704, și cere: „să se știe când au ars biserica de la Cojocani, în anul 1765 meseța avgust ziua întâia, duminica, și 18 căși. În zilele împărătesei Maria Tereza și arhiereu Dionisie și mâna care au scris în groapă s-o putrezi, iar scriptul în veci va trăi, Ilie Popovici…”. Popa Ilie de la biserica Cojocani își întărește, în altă notiță, proprietatea asupra cărții.
Nu este lipsit de importanță a completa plaiul de unde a sosit, aici în Munții Apuseni, tipăritura buzoiană. În leatul 7230 (1722), în vremea lui Nicolaie Voievod și a Mitrop. Damaschin, pe filele cărții ce consemna: „să se știe că această carte ce iaste numită Apostol iaste a popii Radului sin Dragomir ot Cucuteni…”, rămasă de la părinți, pe altă filă regăsindu-se semnătura lui „Radu Protopop sud Prahova”.

## Imagini

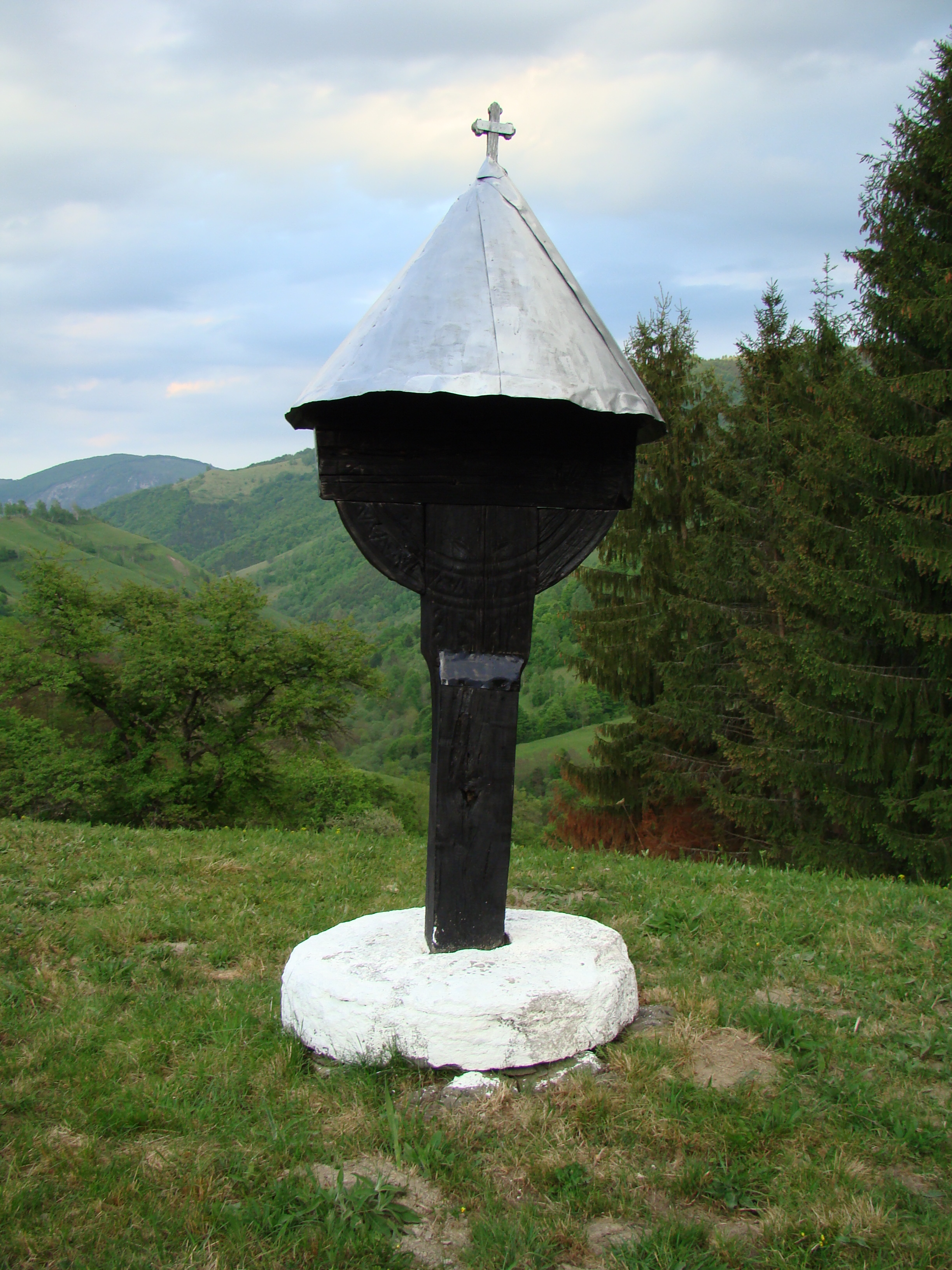
Troiţă
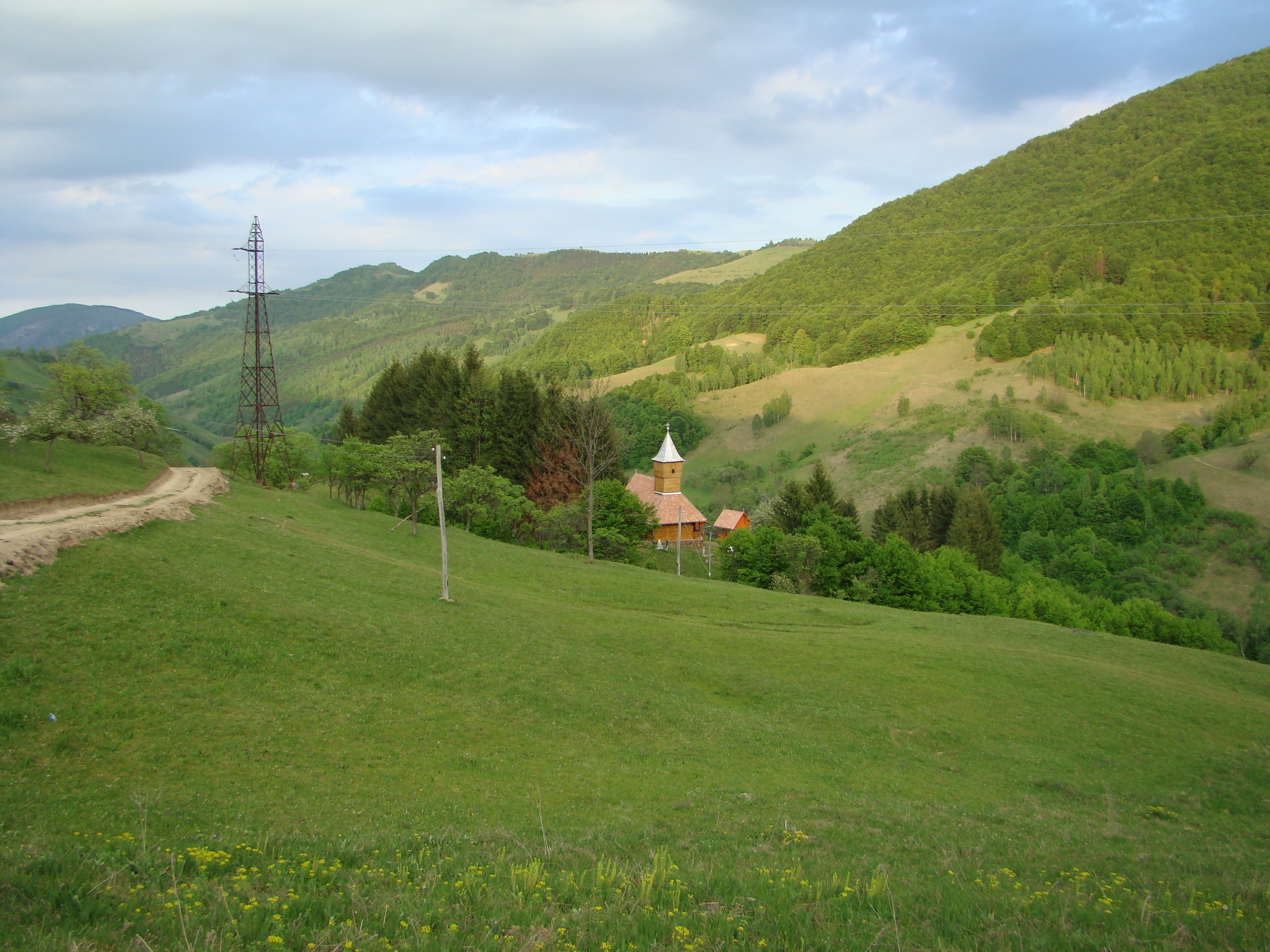
Biserica văzută de departe
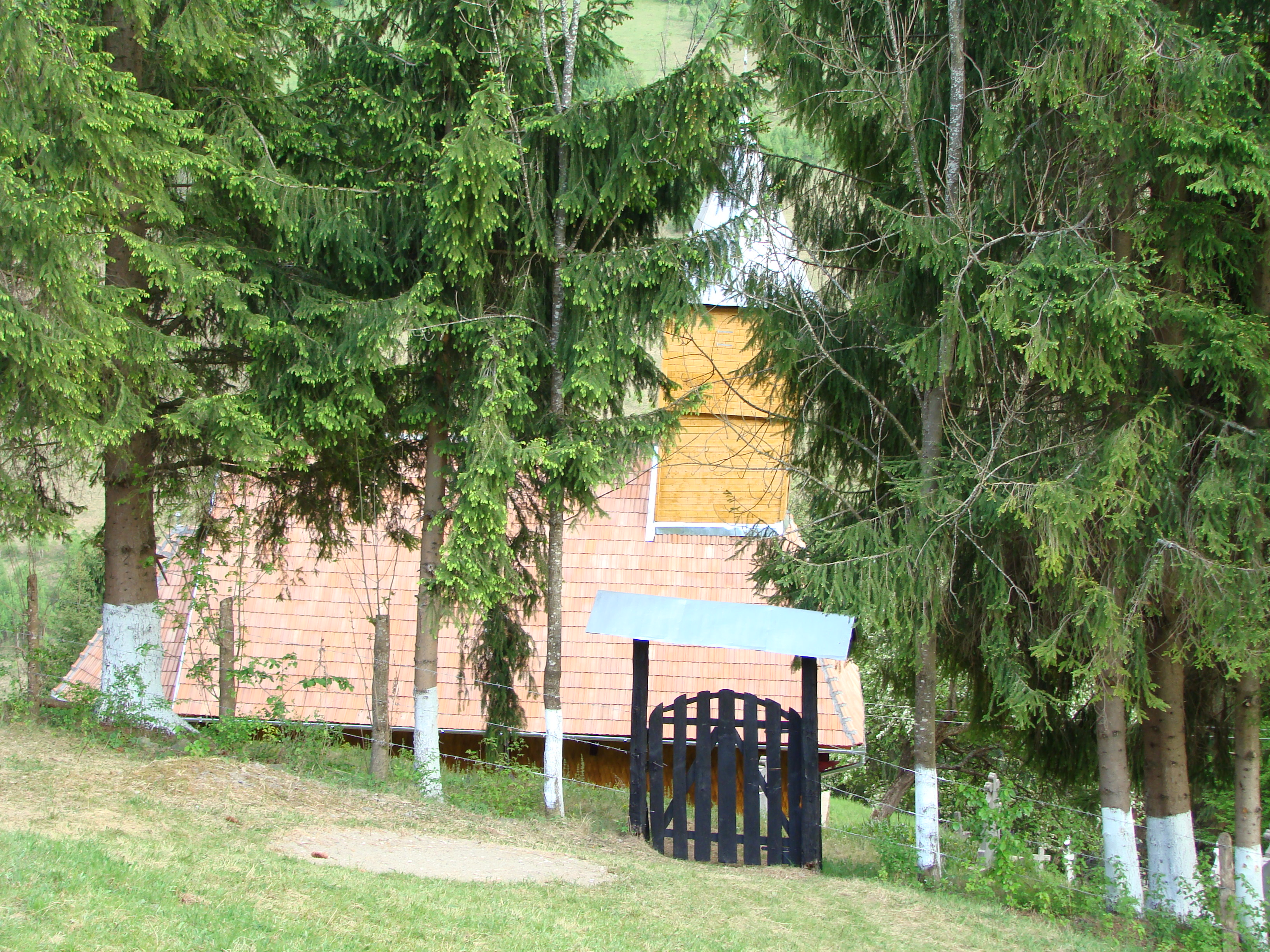
Poarta cimitirului
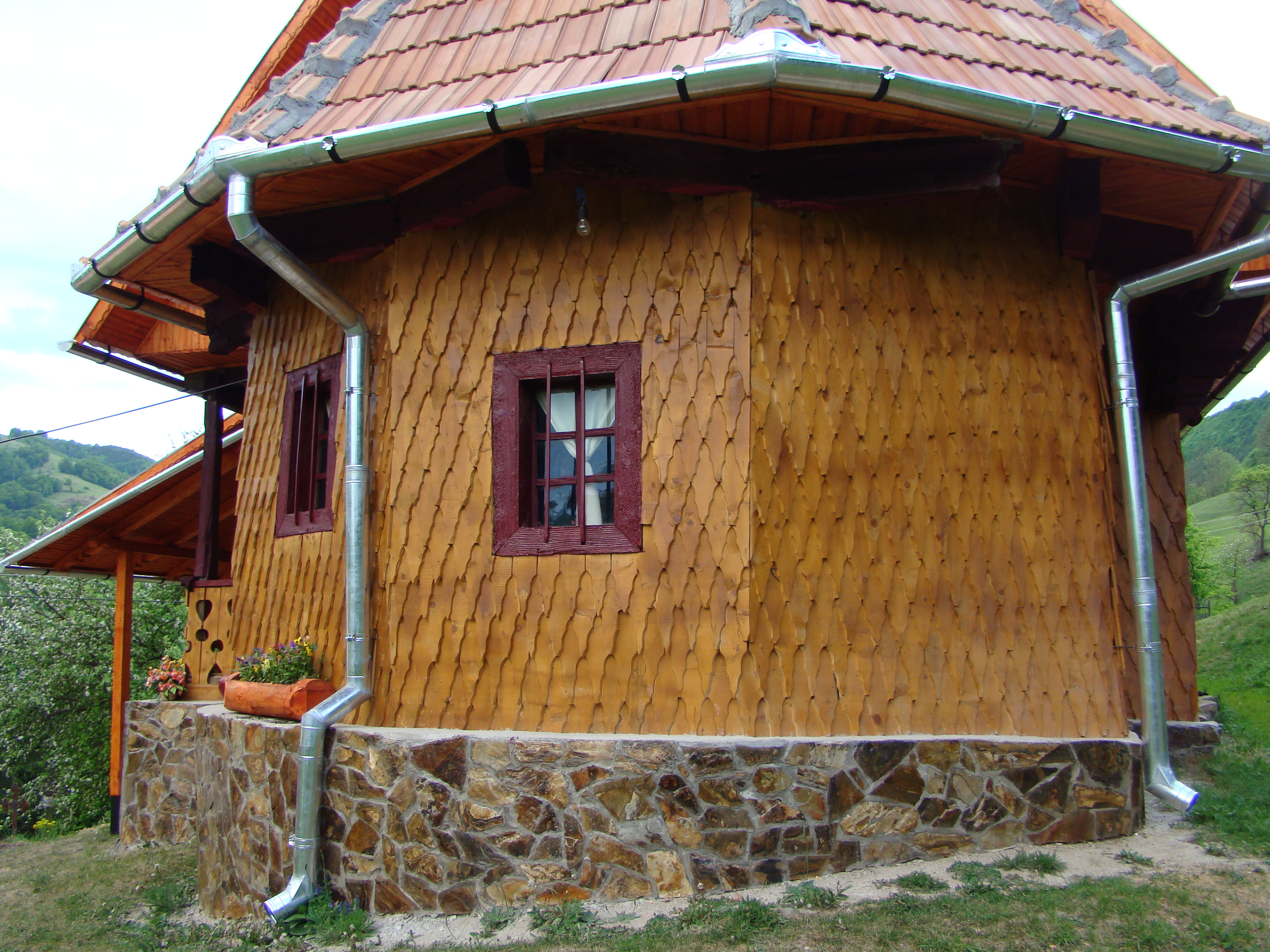
Absida altarului
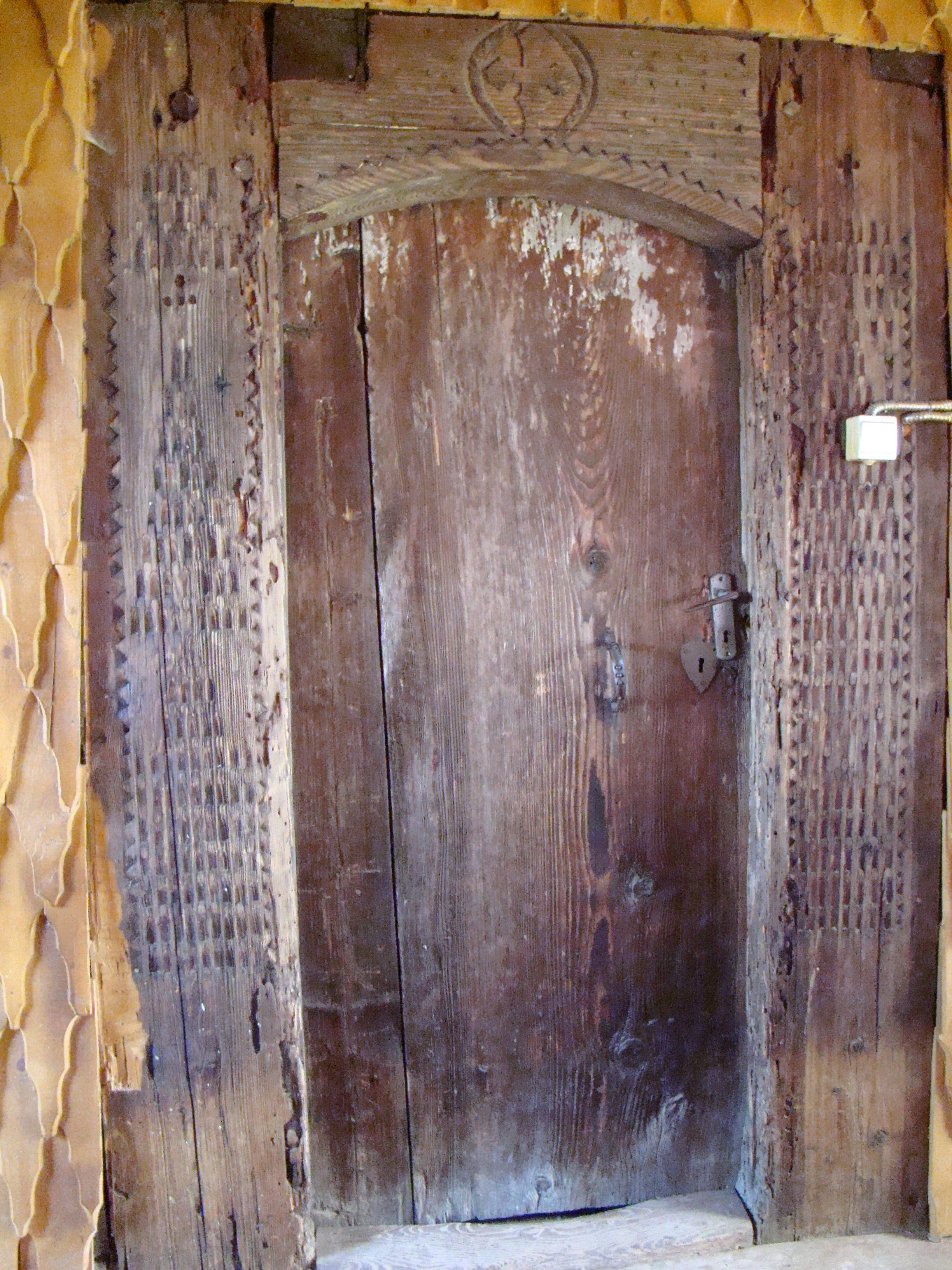
Portalul
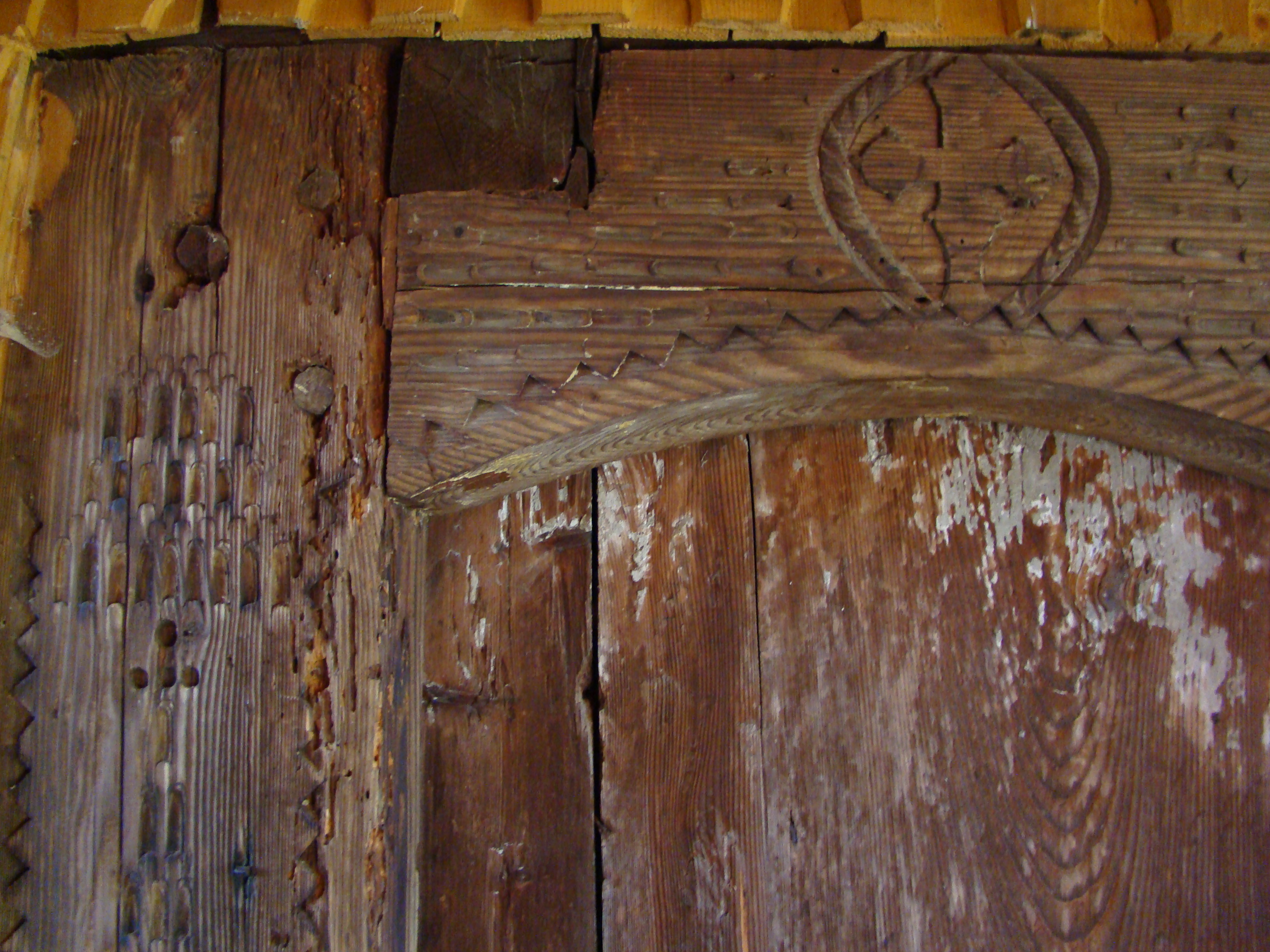
Partea stânga-sus a portalului
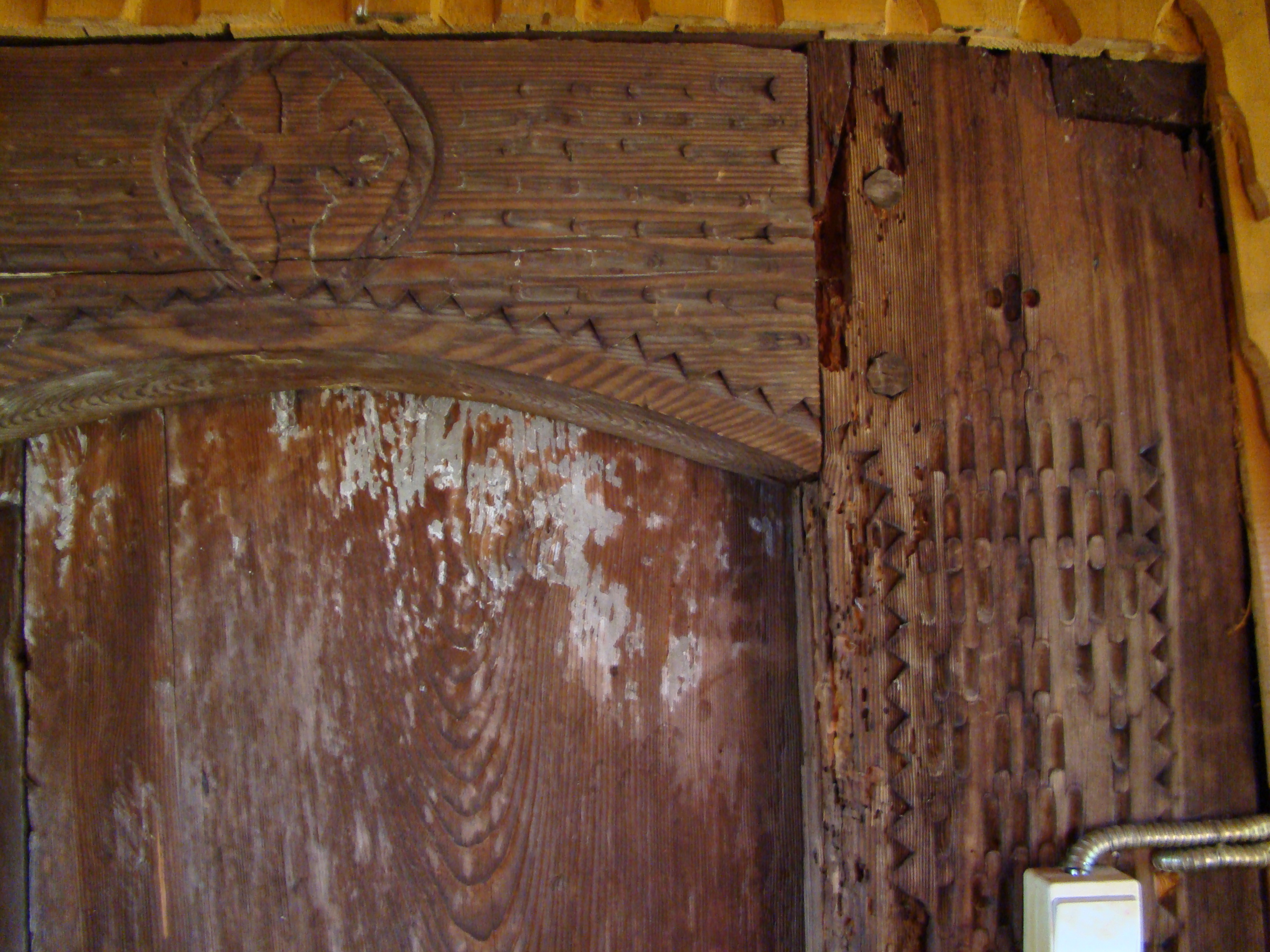
Partea dreapta-sus a portalului
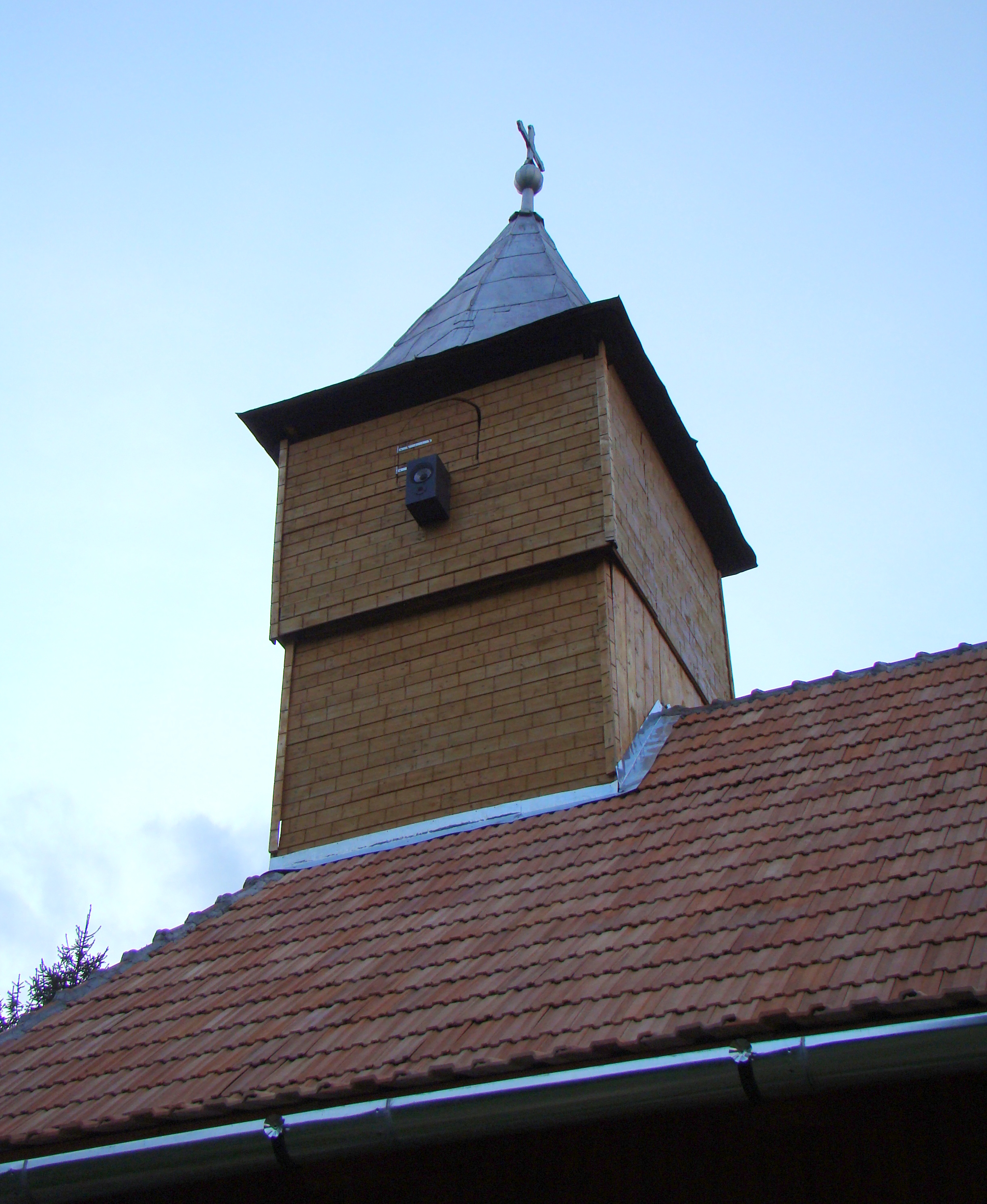
Turnul bisericii
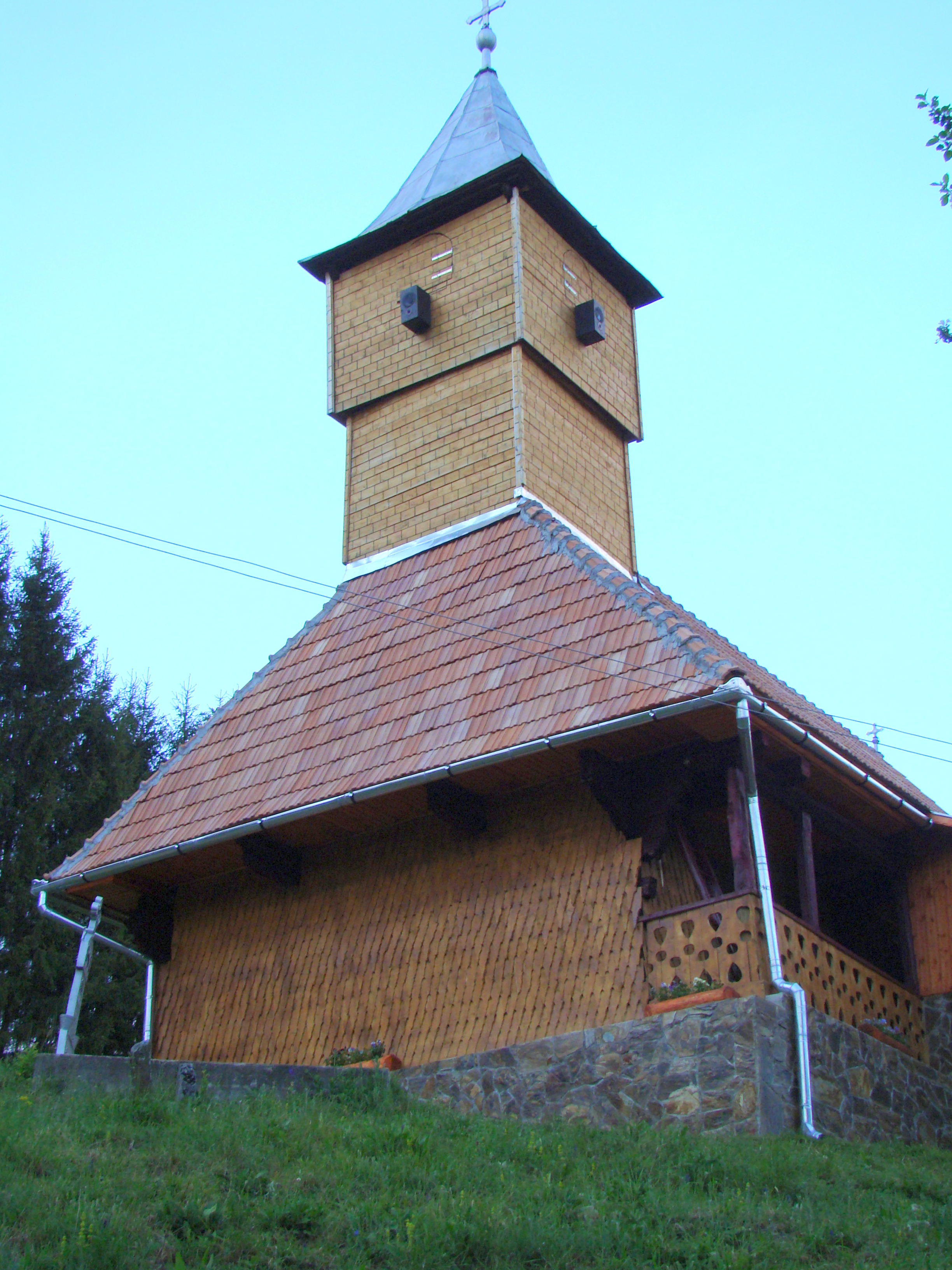
Latura de vest a bisericii
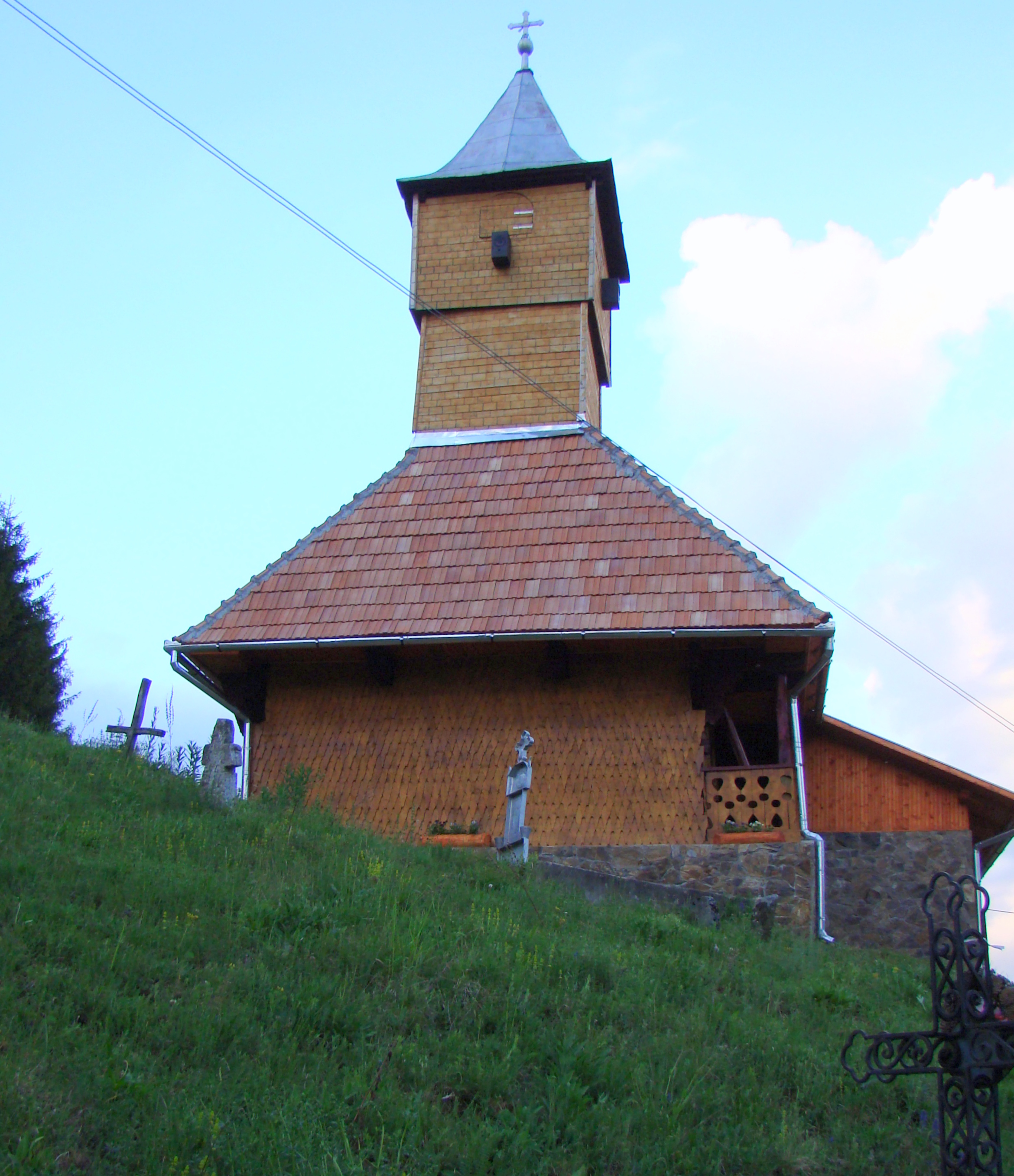
Vedere de ansamblu
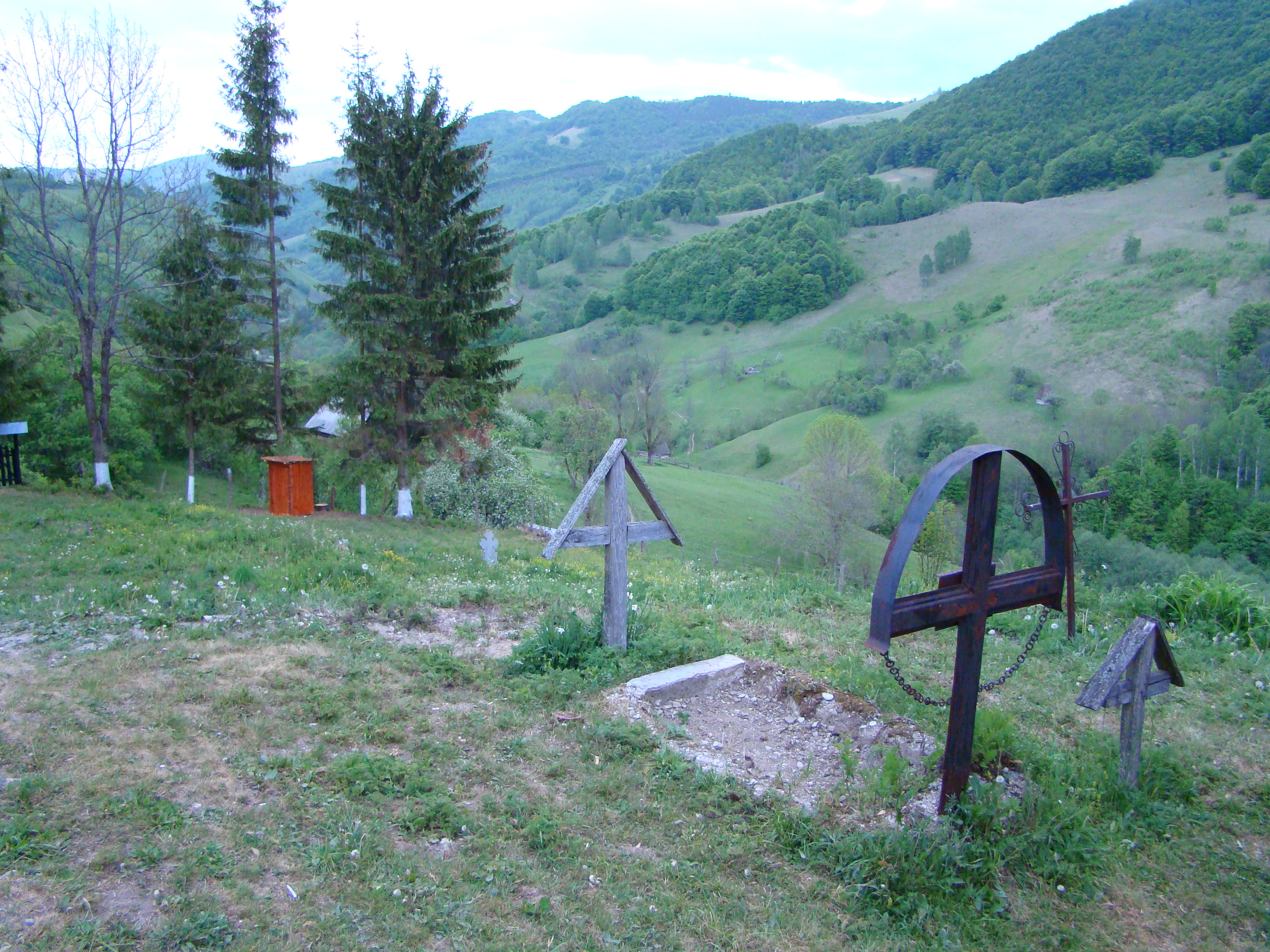
În cimitir
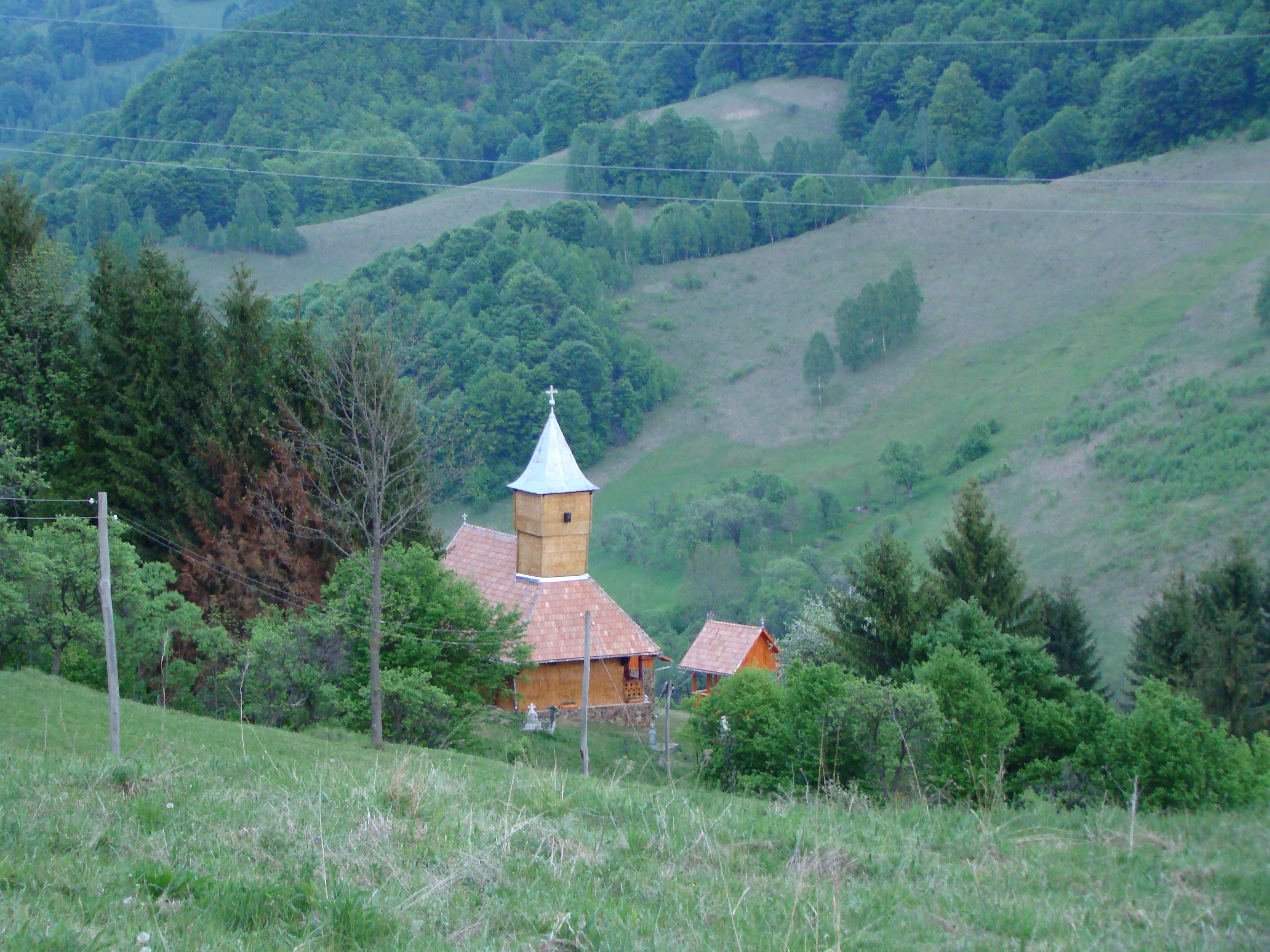
Biserica printre copaci
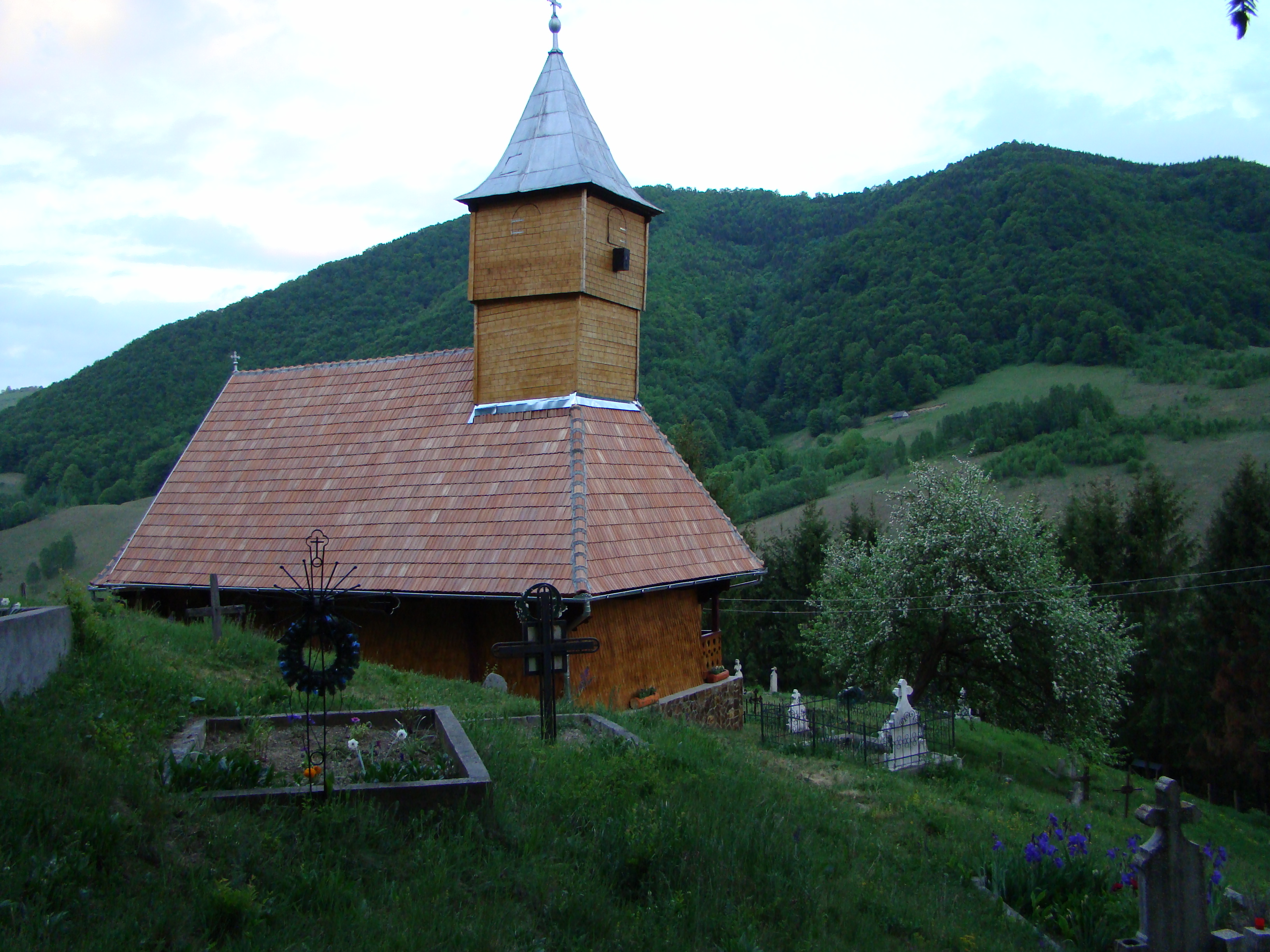
Vedere de ansamblu
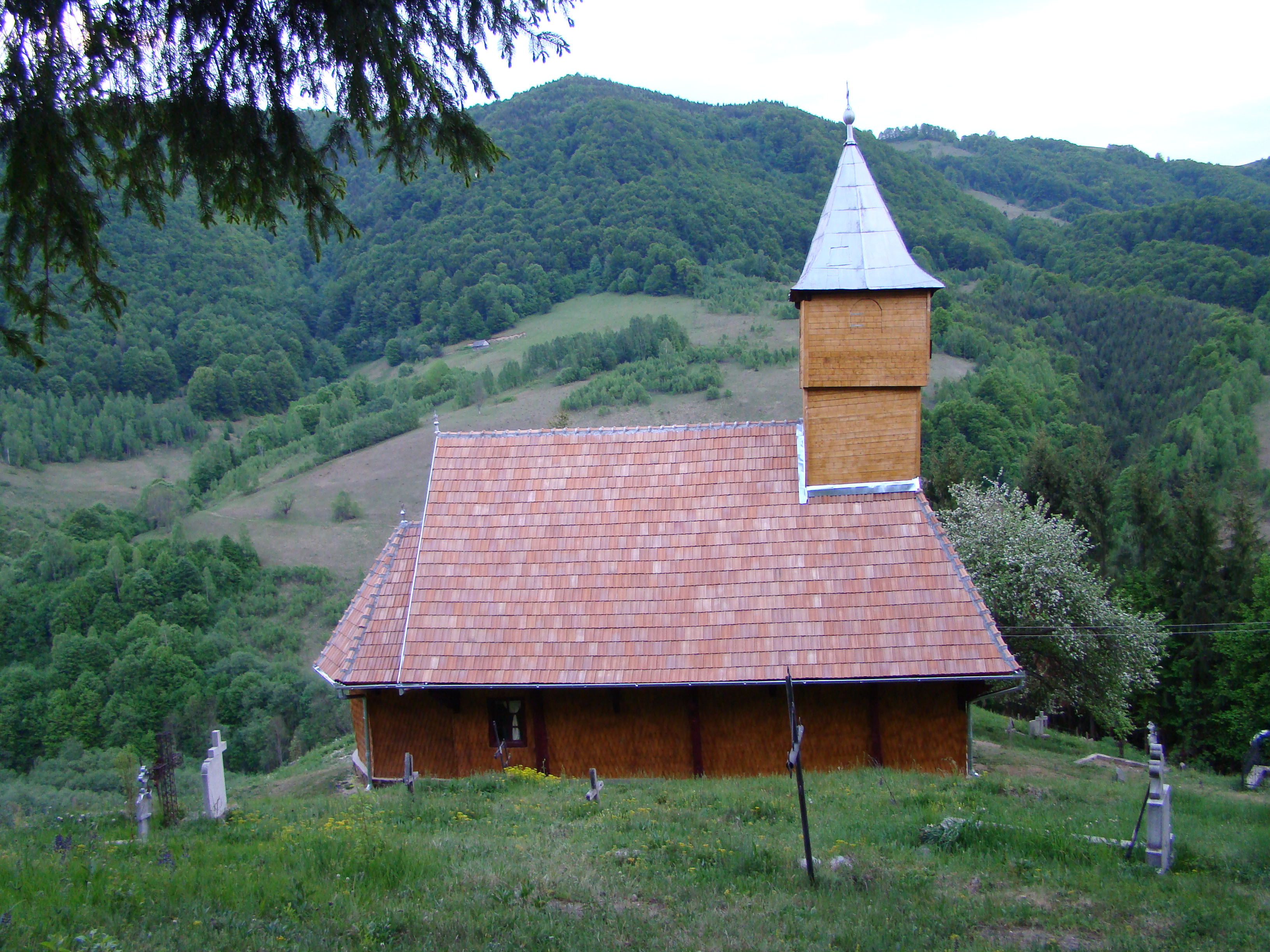
Biserica, văzută din nord
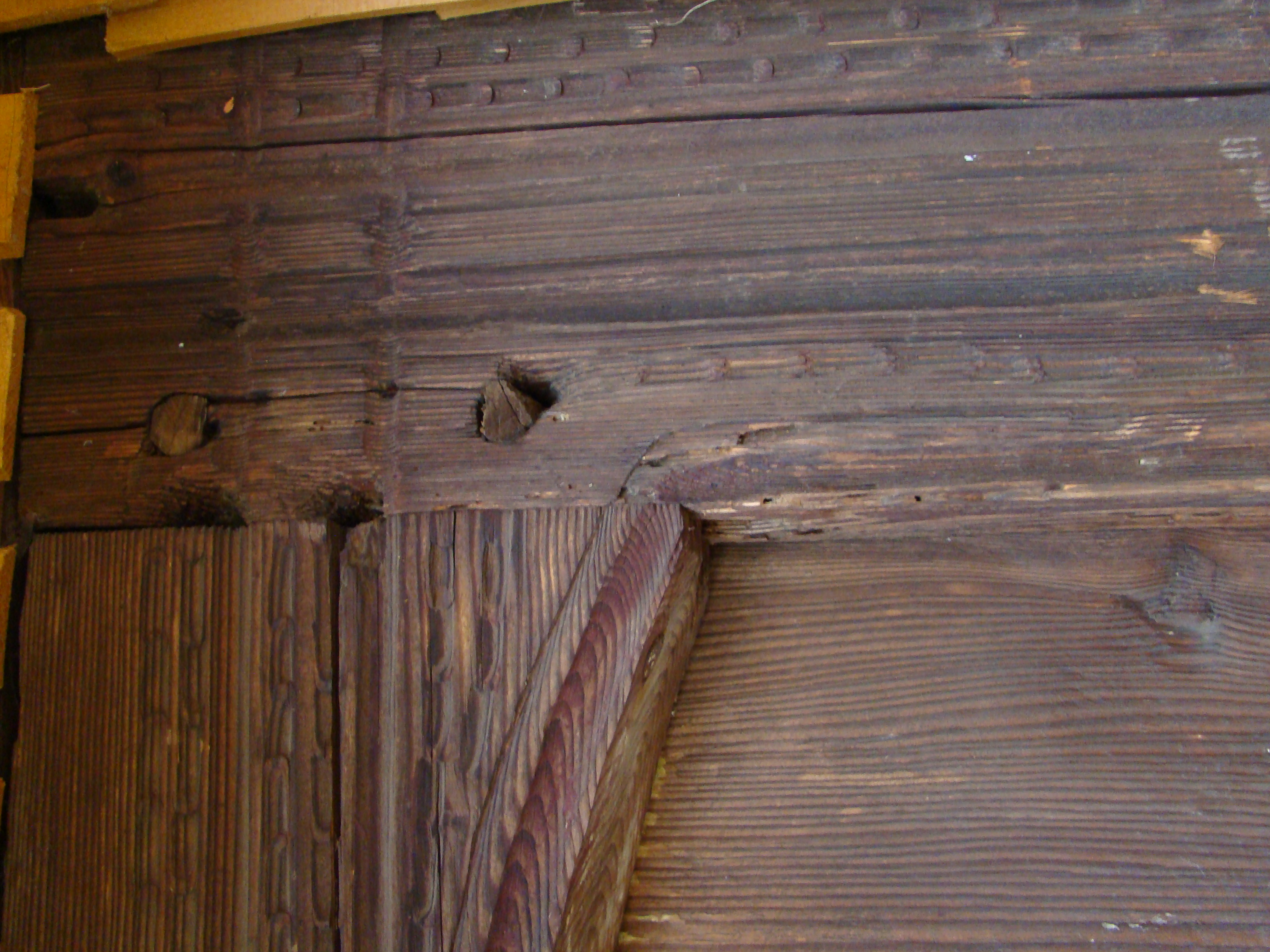
Detaliu
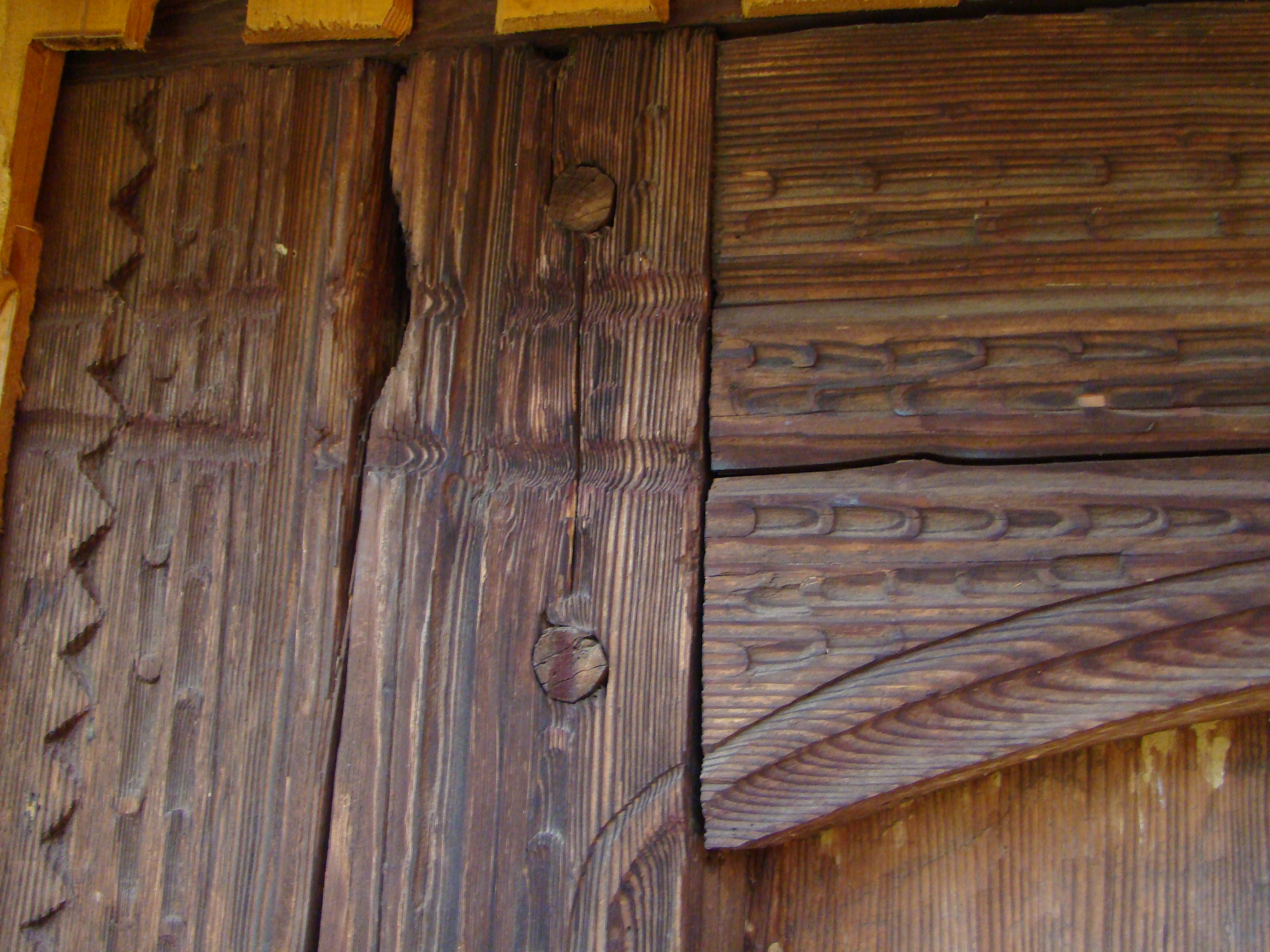
Detaliu
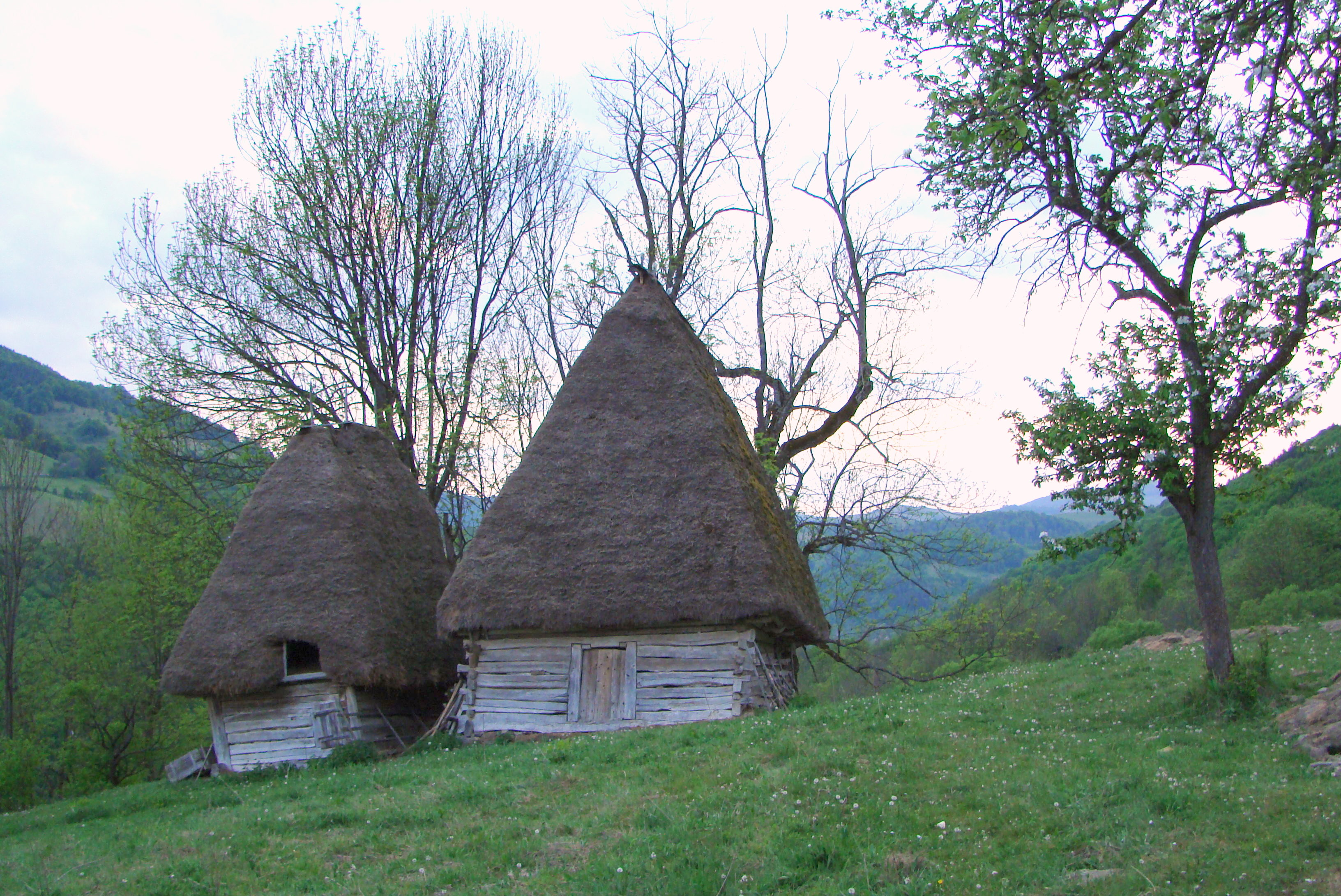
Case moţeşti
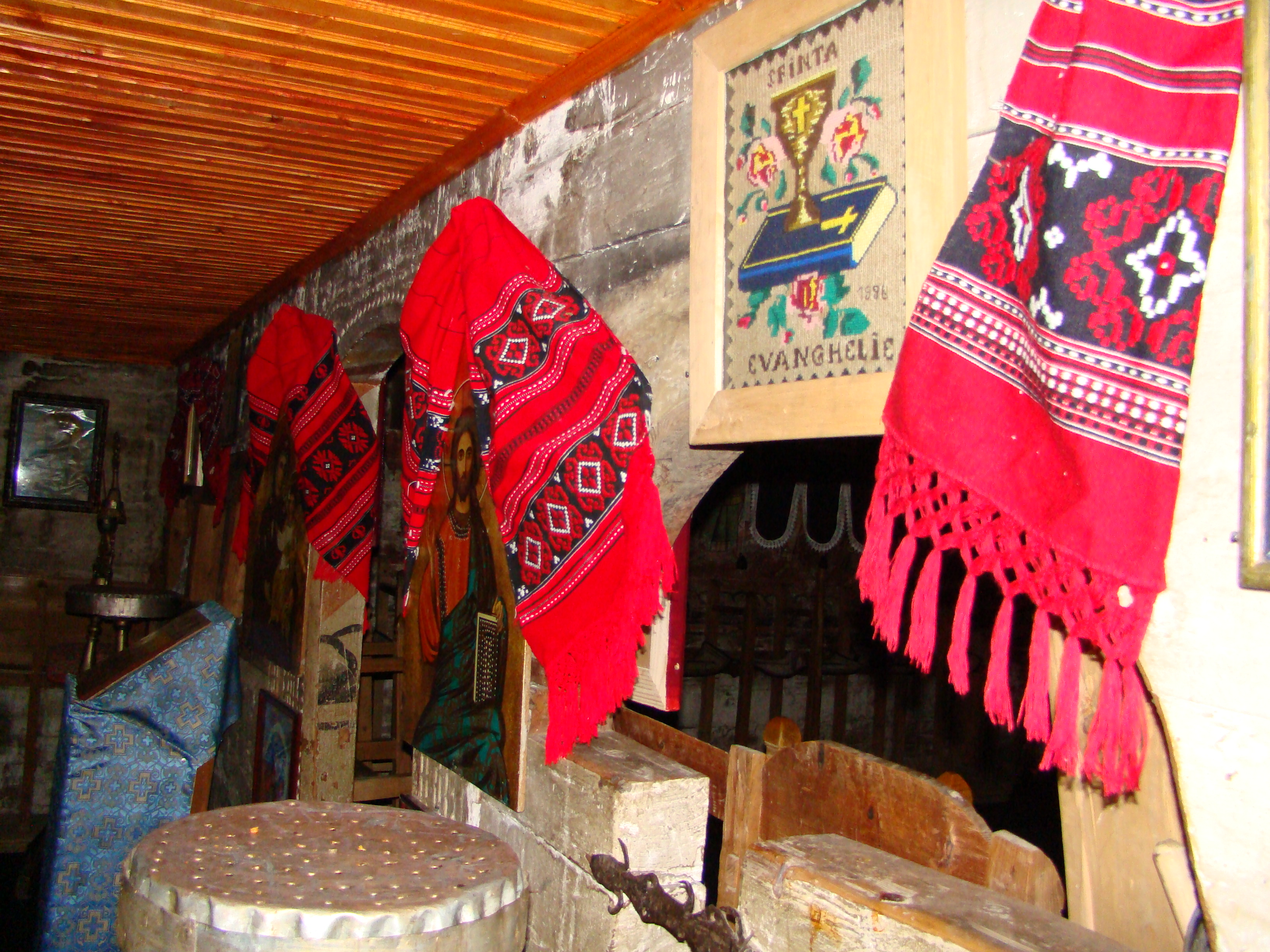
Detaliu interior
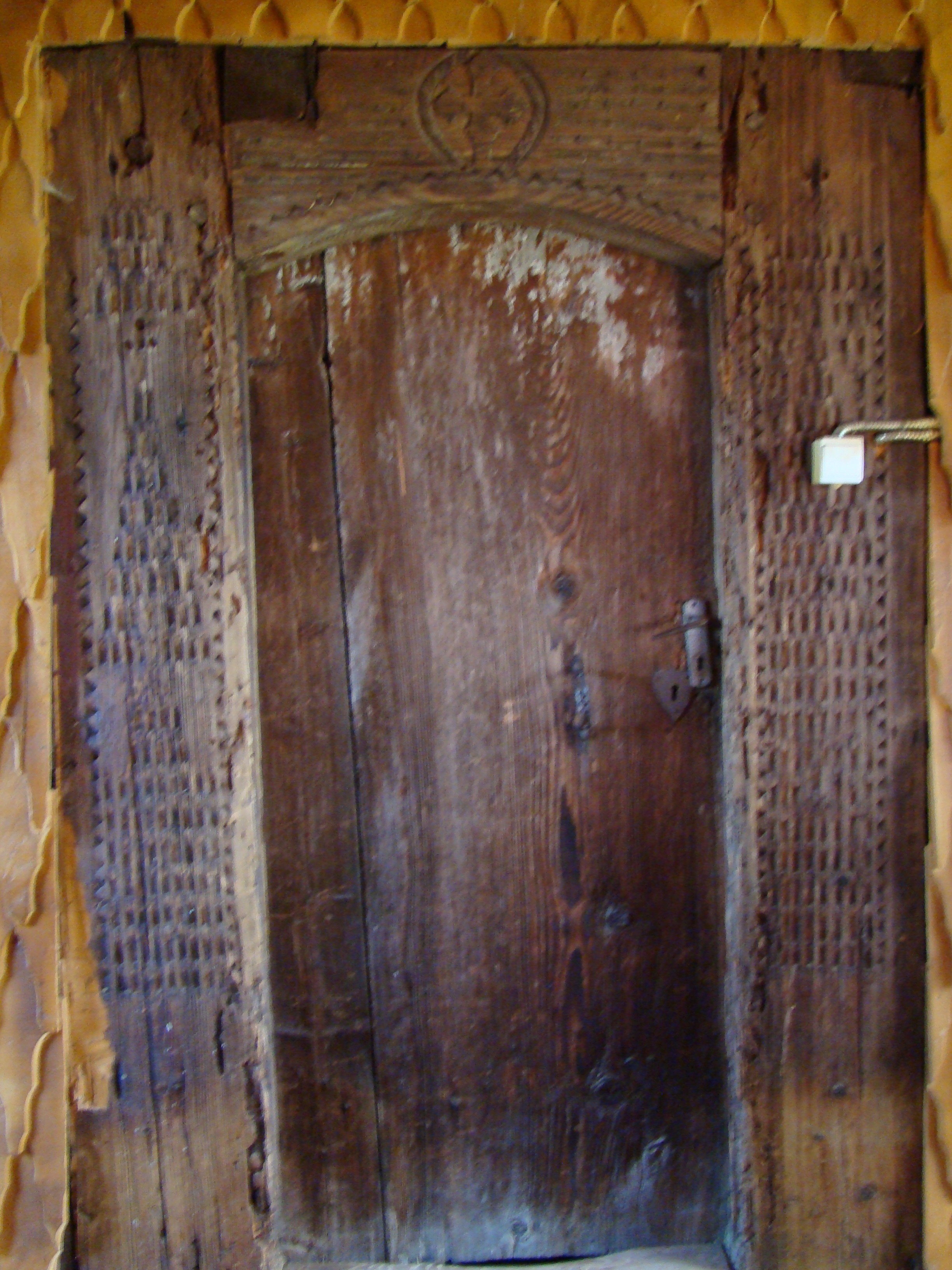
Portalul
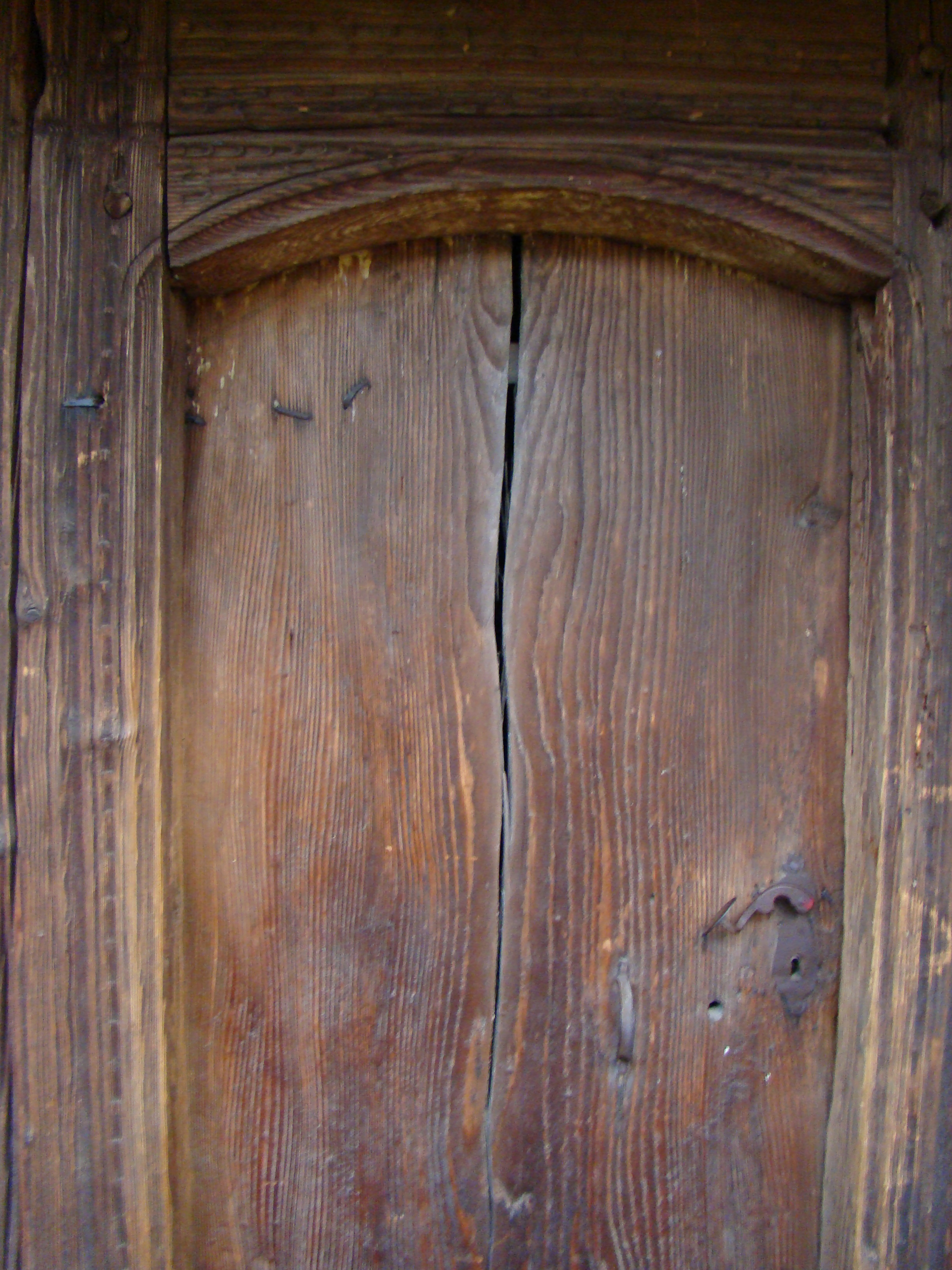
Al doilea portal
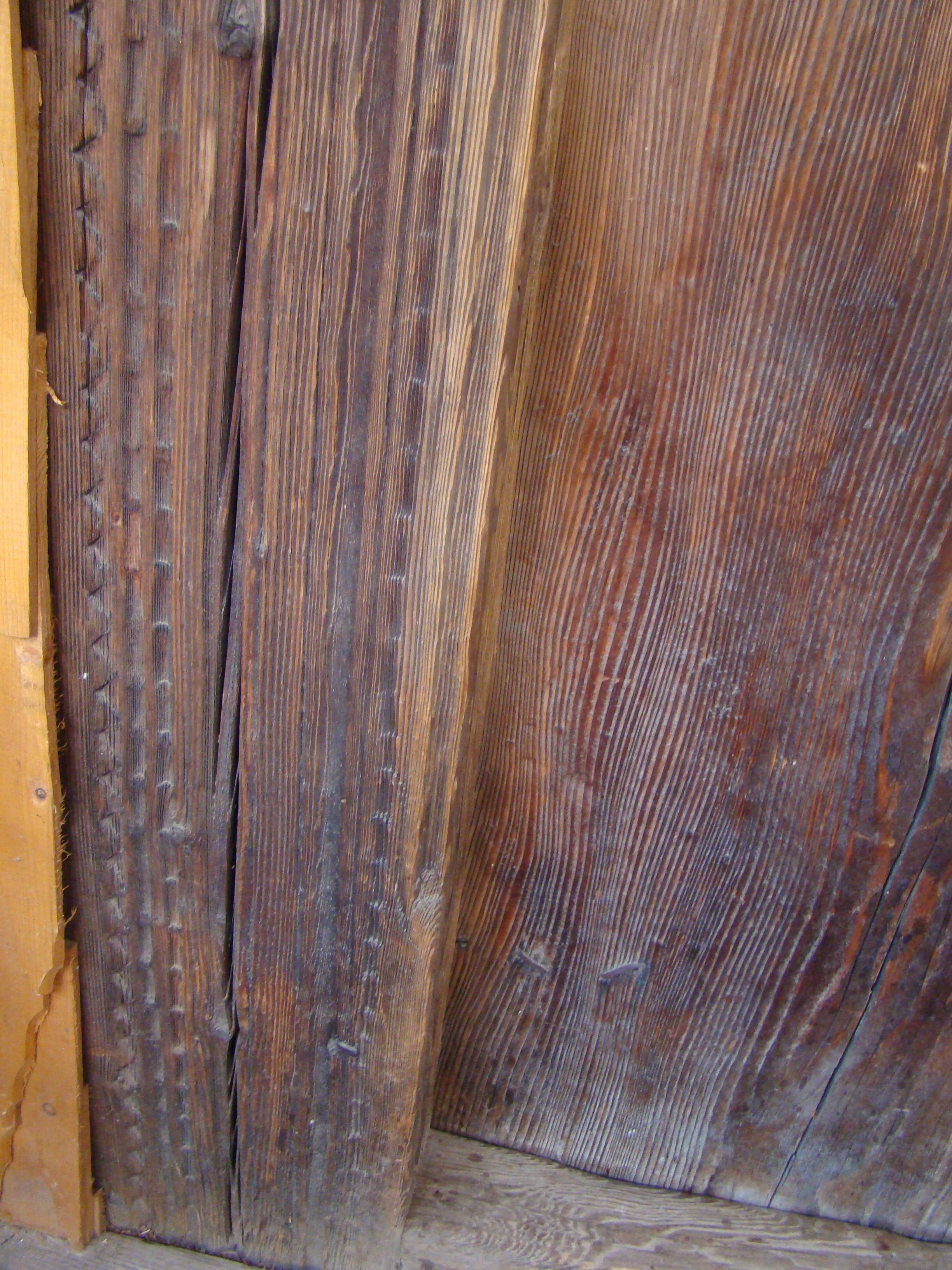
Detaliu
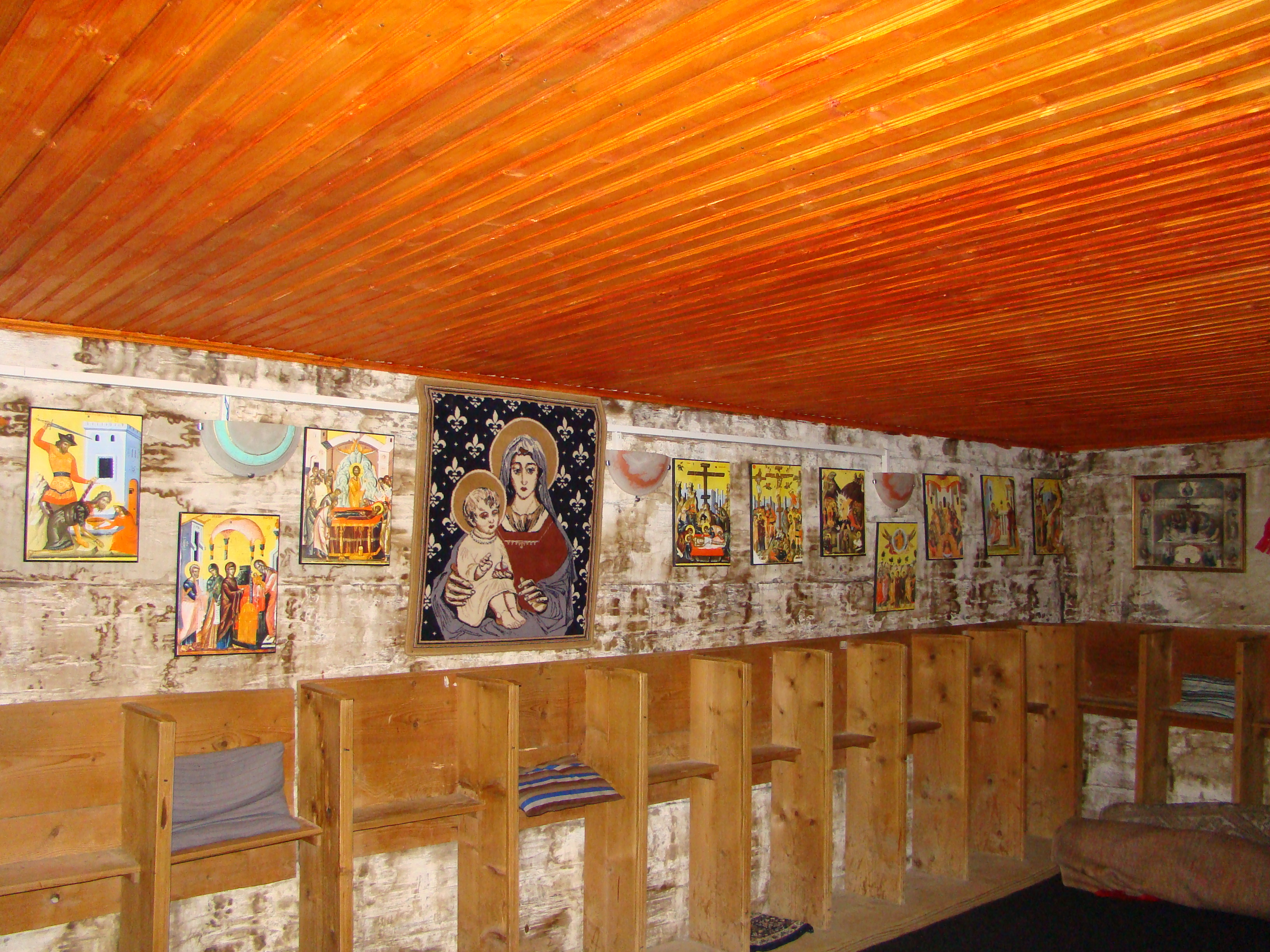
În pronaos
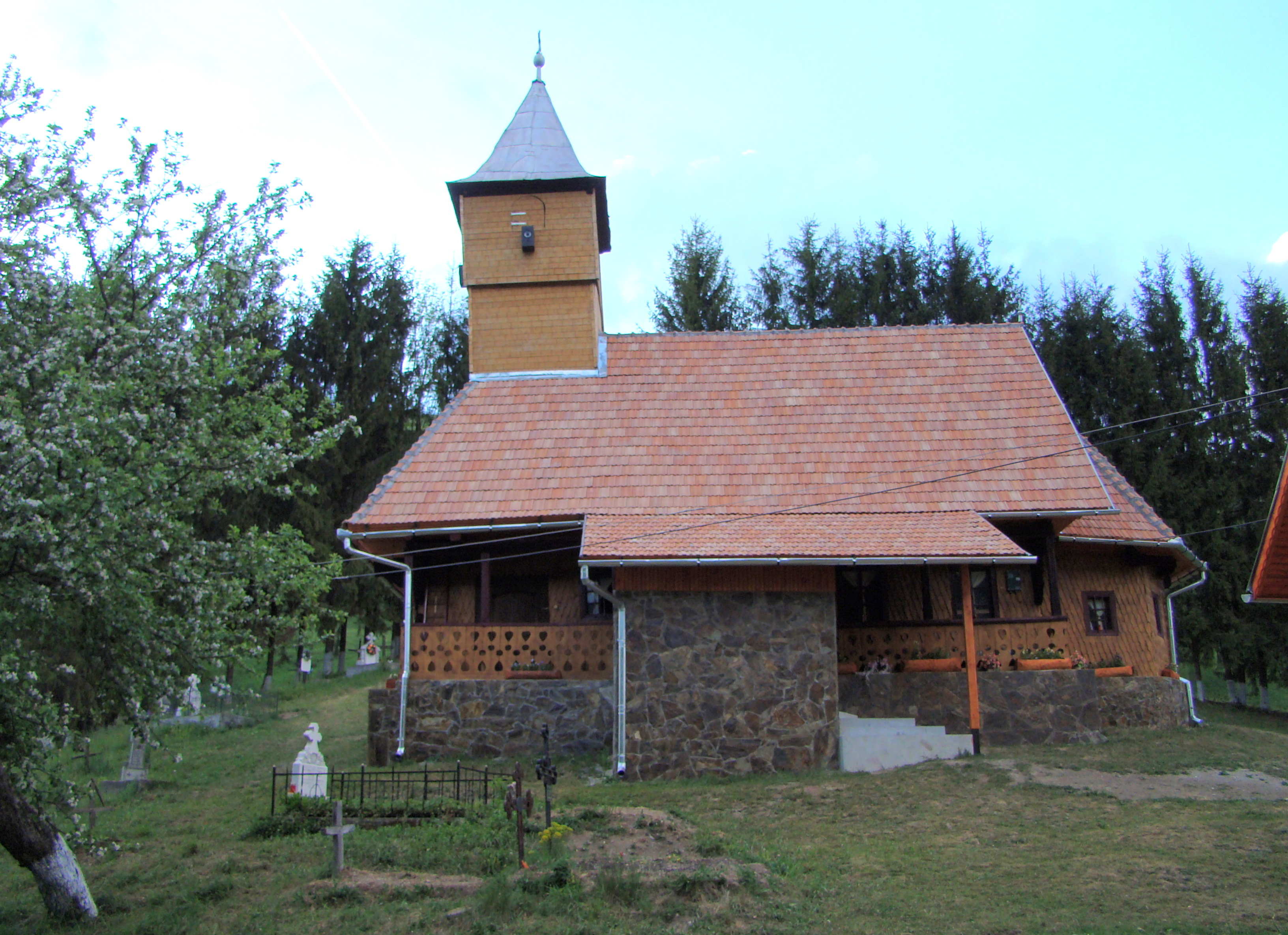
Vedere din sud
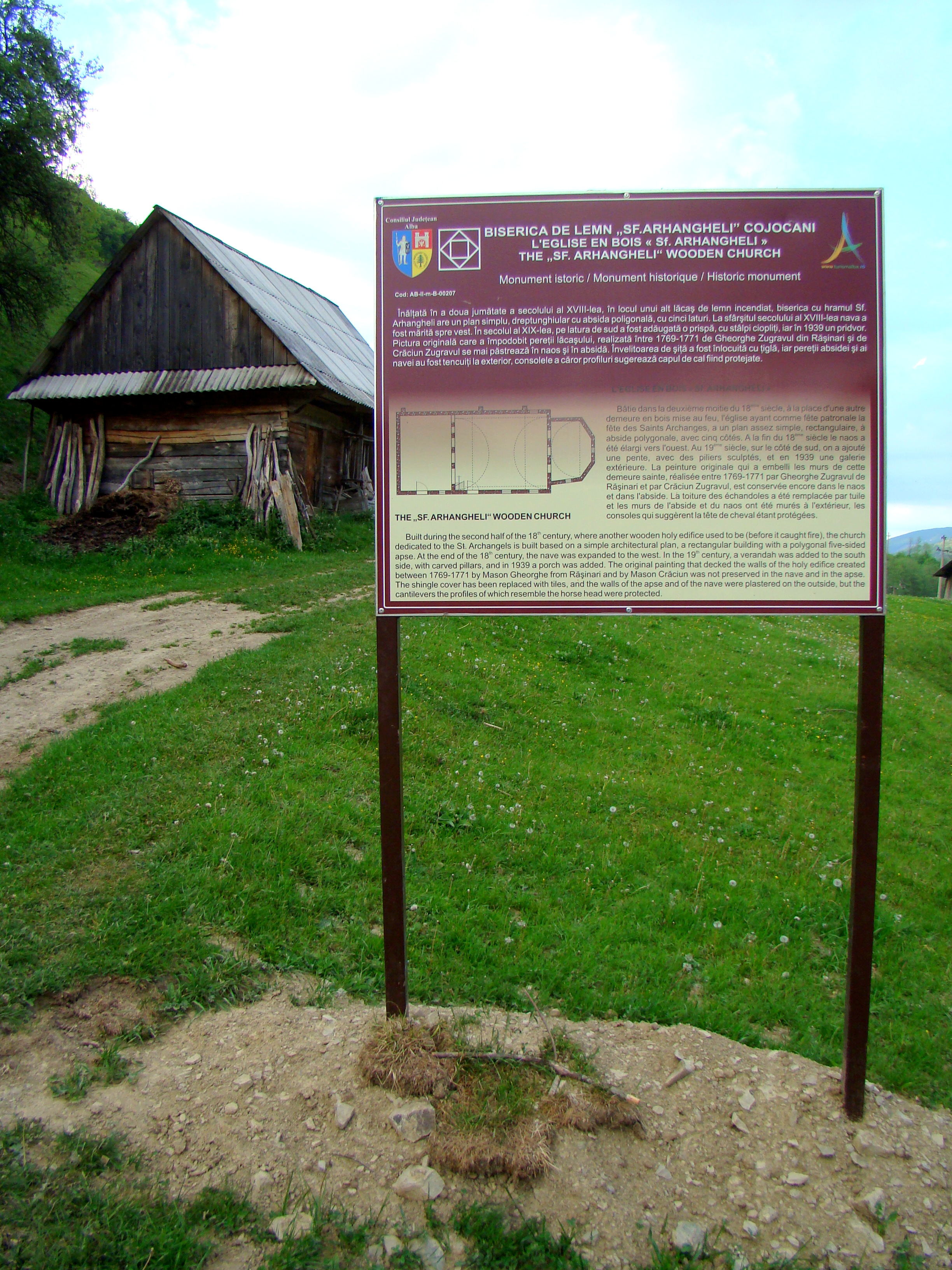
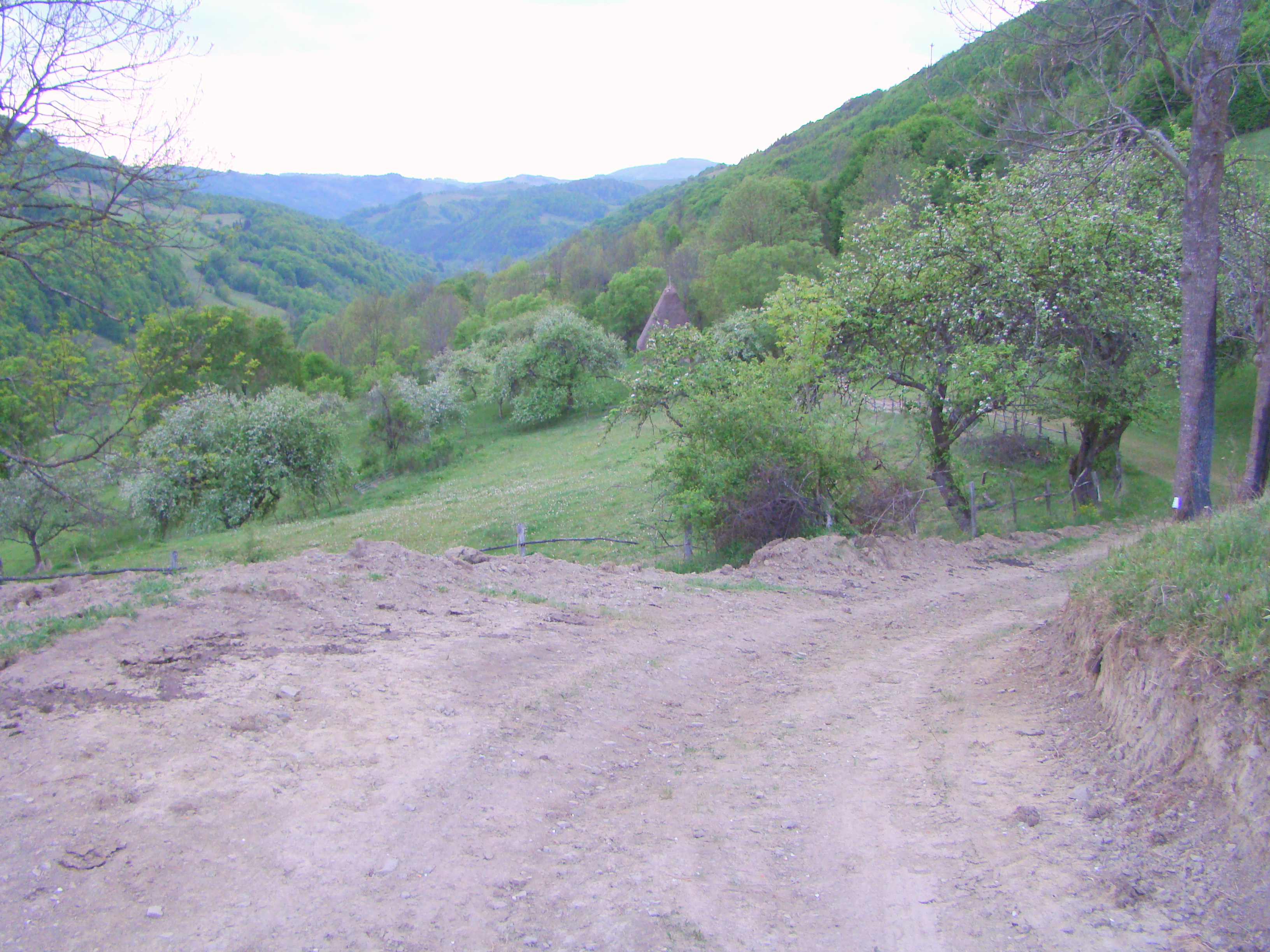
Drumul spre biserică